# Chung Myung-hee
Chung Myung-hee (koreanisch 정명희; * 27. Januar 1964) ist eine ehemalige Badmintonspielerin aus Südkorea.

## Sportliche Karriere
Chung Myung-hee gewann Gold im Mixed bei den Weltmeisterschaften 1989 und 1991 gemeinsam mit ihrem Partner Park Joo-bong. 1986 waren beide schon bei den Asienspielen erfolgreich. Des Weiteren siegte sie bei fast allen großen internationalen Turnieren im Badminton wie den All England, Indonesia Open, Thailand Open, French Open, Malaysia Open, China Open, Singapur Open und Japan Open.

## Sportliche Erfolge
| Saison    | Veranstaltung     | Disziplin   | Platz | Name                              |
| --------- | ----------------- | ----------- | ----- | --------------------------------- |
| 1985/1986 | German Open       | Mixed       | 1     | Lee Deuk-choon / Chung Myung-hee  |
| 1986      | All England       | Damendoppel | 1     | Chung Myung-hee / Hwang Hye-young |
| 1986      | Asienspiele       | Mixed       | 1     | Park Joo-bong / Chung Myeon-hee   |
| 1986      | All England       | Mixed       | 1     | Park Joo-bong / Chung Myung-hee   |
| 1987      | All England       | Damendoppel | 1     | Chung Myung-hee / Hwang Hye-young |
| 1987      | French Open       | Damendoppel | 1     | Hwang Hye-young / Chung Myung-hee |
| 1987      | All England       | Mixed       | 1     | Chung Myung-Hee / Hwang Hye-Young |
| 1987      | Japan Open        | Mixed       | 1     | Lee Deuk-choon / Chung Myung-hee  |
| 1988      | All England       | Mixed       | 1     | Lee Deuk-choon / Chung Myung-hee  |
| 1988      | Japan Open        | Damendoppel | 1     | Chung Myung-hee / Chung So-young  |
| 1988      | Japan Open        | Mixed       | 1     | Park Joo-bong / Chung Myung-hee   |
| 1988      | Thailand Open     | Damendoppel | 1     | Chung Myung-hee / Hwang Hye-young |
| 1988      | All England       | Damendoppel | 2     | Chung Myung-hee / Hwang Hye-young |
| 1988      | French Open       | Damendoppel | 1     | Hwang Hye-young / Chung Myung-hee |
| 1988      | French Open       | Mixed       | 1     | Park Joo-bong / Chung Myung-hee   |
| 1989      | Weltmeisterschaft | Mixed       | 1     | Park Joo-bong / Chung Myung-hee   |
| 1989      | All England       | Damendoppel | 1     | Chung Myung-hee / Chung So-young  |
| 1989      | Swedish Open      | Damendoppel | 1     | Chung Myung-hee / Chung So-young  |
| 1989      | Swedish Open      | Mixed       | 1     | Park Joo-bong / Chung Myung-hee   |
| 1989      | All England       | Mixed       | 1     | Park Joo-bong / Chung Myung-hee   |
| 1989      | Japan Open        | Mixed       | 1     | Park Joo-bong / Chung Myung-hee   |
| 1989      | Thailand Open     | Mixed       | 1     | Park Joo-bong / Chung Myung-hee   |
| 1989      | Thailand Open     | Damendoppel | 2     | Chung Myung-hee / Chung So-young  |
| 1990      | Asienspiele       | Mixed       | 1     | Park Joo-bong / Chung Myung-hee   |
| 1990      | Malaysia Open     | Mixed       | 1     | Chung Myung-hee / Park Joo-bong   |
| 1990      | All England       | Damendoppel | 1     | Chung Myung-hee / Hwang Hye-young |
| 1990      | Malaysia Open     | Damendoppel | 1     | Chung Myung-hee / Chung So-young  |
| 1990      | French Open       | Damendoppel | 1     | Hwang Hye-young / Chung Myung-hee |
| 1990      | Japan Open        | Mixed       | 1     | Park Joo-bong / Chung Myung-hee   |
| 1990      | All England       | Mixed       | 1     | Park Joo-bong / Chung Myung-hee   |
| 1990      | Thailand Open     | Mixed       | 1     | Park Joo-bong / Chung Myung-hee   |
| 1990      | Thailand Open     | Damendoppel | 2     | Chung Myung-hee / Chung So-young  |
| 1991      | All England       | Mixed       | 1     | Park Joo-bong / Chung Myung-hee   |
| 1991      | Indonesia Open    | Damendoppel | 1     | Chung Myung-hee / Hwang Hye-young |
| 1991      | China Open        | Damendoppel | 1     | Chung Myung-Hee / Hwang Hye-Young |
| 1991      | Singapur Open     | Damendoppel | 1     | Chung Myung-hee / Chung So-young  |
| 1991      | Weltmeisterschaft | Mixed       | 1     | Park Joo-bong / Chung Myung-hee   |
| 1991      | Japan Open        | Mixed       | 1     | Park Joo-bong / Chung Myung-hee   |